# 胡紫薇
胡紫薇，原北京电视台电视节目主持人。丈夫为中国中央电视台体育部副主任张斌。

## 經歷
曾主持《北京特快》，《证券无限周刊》，2004年创办和担任主持的《身边》深受京城百姓喜爱，2007年底淡出银屏，在家调整一年后又重新回到了昔日的主播台上，现为湖北卫视财经节目《微观视界》主持人兼制片人。